# Dragodanovo, Sliven
Dragodanovo (în bulgară Драгоданово) este un sat în comuna Sliven, regiunea Sliven,  Bulgaria. 

## Demografie
Componența etnică a satului Dragodanovo
     Bulgari (65,25%)
     Romi (32,34%)
     Nicio identificare (0,98%)
     Altele (1,41%)
La recensământul din 2011, populația satului Dragodanovo era de 708 locuitori. Din punct de vedere etnic, majoritatea locuitorilor (65,25%) erau bulgari, cu o minoritate de romi (32,34%). Pentru 0,98% din locuitori nu este cunoscută apartenența etnică.